# Francisco de Assis Dantas de Lucena
Francisco de Assis Dantas de Lucena (* 19. Oktober 1963 in Jardim do Seridó) ist ein brasilianischer Geistlicher und römisch-katholischer Bischof von Nazaré.

## Leben
Der Bischof von Caicó, Heitor de Araújo Sales, weihte ihn am 21. Juli 1991 zum Priester.
Papst Benedikt XVI. ernannte ihn am 28. Mai 2008 zum Bischof von Guarabira. Der Alterzbischof von Natal, Heitor de Araújo Sales, spendete ihm am 17. August desselben Jahres die Bischofsweihe; Mitkonsekratoren waren Manoel Delson Pedreira da Cruz OFMCap, Bischof von Caicó, und Jaime Vieira Rocha, Bischof von Campina Grande. Als Wahlspruch wählte er LUX VESTRA LUCEAT. Die Amtseinführung fand am 31. August desselben Jahres statt.
Am 13. Juli 2016 ernannte ihn Papst Franziskus zum Bischof von Nazaré.